# Markus Ritter (Politiker)

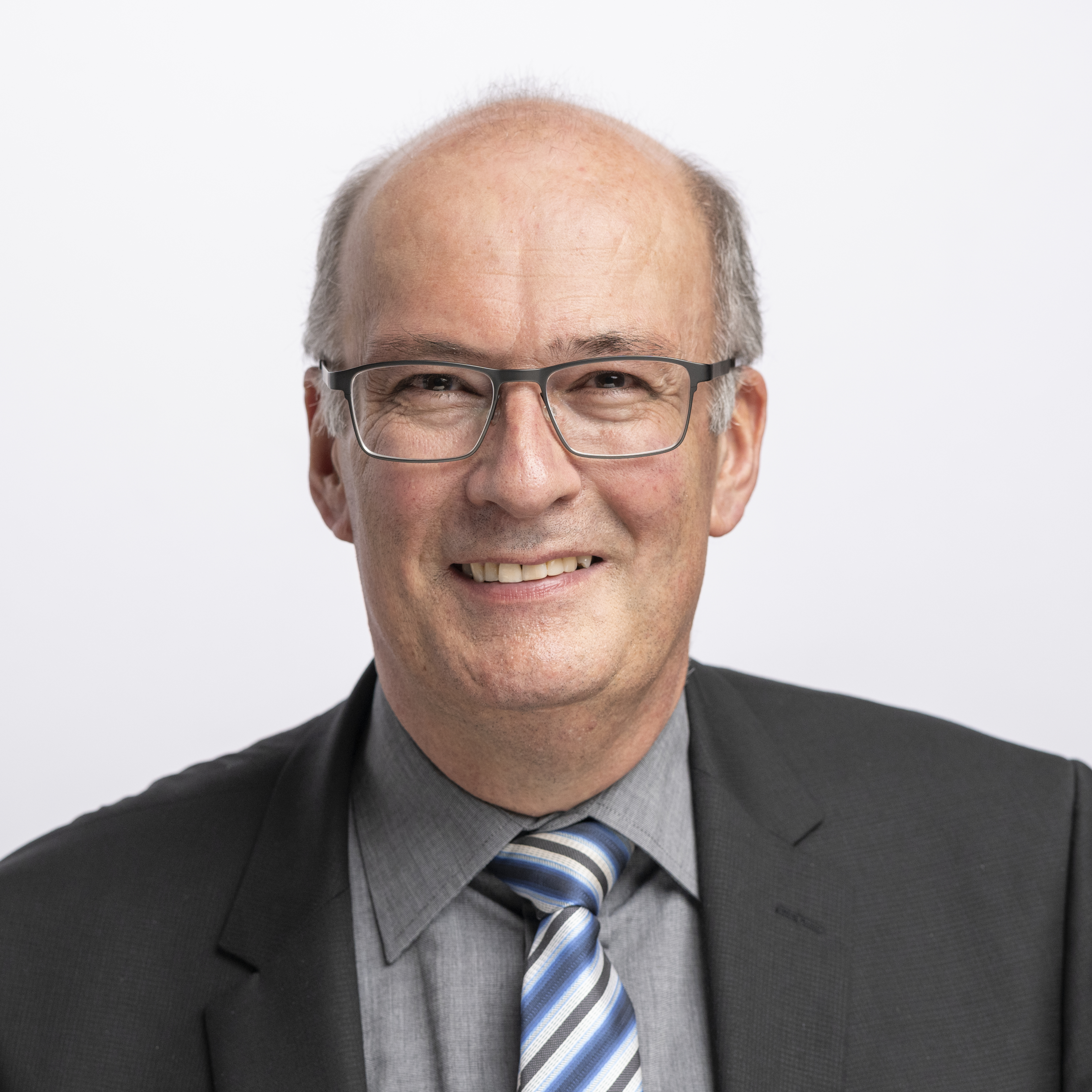
Markus Ritter (2023)

Markus Vinzenz Ritter (* 19. April 1967 in Altstätten; heimatberechtigt ebenda) ist ein Schweizer Politiker (Die Mitte, vormals CVP) und Nationalrat des Kantons St. Gallen. Seit November 2012 ist er zudem Präsident des Schweizer Bauernverbandes (SBV).

## Leben
Markus Ritter ist Wirtschaftsingenieur (FH) und Meisterlandwirt und betreibt einen 28 Hektar grossen Biobetrieb mit Milchwirtschaft und Feldobstbau.
Markus Ritter war von 2005 bis 2013 Präsident des St. Galler Bauernverbands und ist seit 2006 im Vorstand des SBV, zu dessen Präsidenten er am 21. November 2012 gewählt wurde. Er setzte sich im vierten Wahlgang mit 245 Stimmen gegen Andreas Aebi durch, der 210 Stimmen erhielt. Die formelle Amtsübergabe mit Eintrag im Handelsregister erfolgte zum Jahresende 2012. Er folgte auf den SVP-Politiker Hansjörg Walter und ist der erste Biolandwirt, der dieses Amt innehat.
Ritter ist verheiratet, Vater dreier Kinder und wohnt in Altstätten.

## Politik
Von 1993 bis 2012 war Ritter Mitglied des Stadtrats (Exekutive) von Altstätten.
Bei den Parlamentswahlen 2011 wurde er für die CVP in den Nationalrat gewählt; 2015, 2019 und 2023 wurde er wiedergewählt. Seit 2011 ist er Mitglied der Kommission für Wirtschaft und Abgaben. Nach den Wahlen 2023 wurde ihm von seiner eigenen Fraktion der gleichzeitige Einzug in die Finanzkommission verwehrt.
Zudem ist er Mitglied mehrerer parlamentarischen Gruppen.
Als Präsident des Schweizer Bauernverbands vertritt Ritter in erster Linie die Interessen einer intensiven, produzierenden Landwirtschaft und bekämpfte beispielsweise die Biodiversitätsinitiative. Seine Stellungnahme zur Entwicklung der Biodiversität brachte ihm den Vorwurf ein, dass er den Artenschwund leugne.
Markus Ritter war neben Martin Pfister offizieller Kandidat der Mitte-Partei für die Bundesratswahl 2025 zur Nachfolge von Bundesrätin Viola Amherd, gewählt wurde Martin Pfister im 2. Wahlgang.

## Dokumentation
- Der Bauernchef. In: Reporter (SRF 1). 1. Oktober 2017 (Video; 22:26 min).